# Szerelmünk lapjai (film)
A Szerelmünk lapjai (eredeti cím: The Notebook) 2004-ben bemutatott amerikai romantikus film, melyet Nick Cassavetes rendezett. Nicholas Sparks azonos című regénye alapján készült. Gena Rowlands és James Garner egy idős párt játszik a filmben. Garner felidézi azt az időt, amikor egymásba szerettek párjával, a negyvenes évek elején. Fiatalkori énjüket Rachel McAdams és Ryan Gosling alakítja.

## Tartalom
|  | Alább a cselekmény részletei következnek! |

Egy jelenkori idősek otthonában, egy férfi – Duke – egy szerelmi történetet olvas fel egyik női lakótársának.
A történet 1940-ben kezdődik. Egy karneválon, Seabrook Island-en Dél-Karolinában a helybéli, falusi Noah Calhoun (Ryan Gosling) meglátja a 17 éves Allie Hamiltont (Rachel McAdams) és első pillantásra beleszeret. Allie folyamatosan visszautasítja a fiú kitartó próbálkozásait addig, amíg két jóbarátjuk össze nem hozza őket. Egy éjszakai sétán, az üres Seabrook-on keresztül ismerik meg egymást.
Allie és Noah egy romantikus nyarat töltenek együtt. Egy héttel Allie távozása előtt, elmennek az elhagyatott Windsor kúriába. Noah megosztja Allie-vel, hogy nagy álma, egyszer megvenni ezt a házat. Allie megígérteti a fiúval, hogy a ház fehér lesz, kék zsalukkal, körbe terasszal és lesz egy szoba, ahol majd festhet. Azt tervezik, hogy ez lesz az első alkalom, mikor lefekszenek egymással, de Noah barátja, Fin (Kevin Connolly) rájuk ront, hogy Allie szülei mindenhol a lányt kerestetik a rendőrséggel. Amikor Allie hazaér, szülei megtiltják, hogy újra találkozzon Noah-val. Noah és Allie összevesznek, majd szakítanak. A lány megbánja döntését, de Noah elhajt. Másnap reggel Allie anyja közli, hogy hazautaznak. Allie próbálja megtalálni Noah-t, de kénytelen búcsú nélkül távozni. Később Hamiltonék New Yorkba küldik Allie-t, ahol a lány a Sarah Lawrence főiskolára jár. Noah nagyon szenved Allie hiányától, naponta ír neki levelet egy éven át, de azokat nem kapja meg Allie, mert a lány anyja eldugja őket előle. A fiatal szerelmespárnak nincs esélye, hogy újra együtt legyen. Allie továbbra is főiskolára jár, Noah pedig barátjával részt vesz a második világháborúban, ahol Fint halálos sebesülés éri.
Később, Allie ápolónőként dolgozik, sérült katonákat gondoz. Itt találkozik ifjabb Lon Hammonddal (James Marsden), a népszerű, helyes, tanult, déli örökössel, aki ügyvédként dolgozik. A két fiatal jó kapcsolatba kerül és eljegyzik egymást Allie szüleinek örömére. Habár Allie Noah arcát látta, mikor Lon megkérte a kezét, ő igent mondott.
Mikor Noah hazatér a frontról, apja közli vele, hogy eladta lakásukat, így a fiú megveheti a Windsor kúriát. Amikor Noah Charlestonba utazott, hogy beszerezzen néhány kelléket a házalakításhoz, meglátta Allie-t ahogy épp Lonnal csókolózott. Ezután Noah egy picit magába fordult, és úgy gondolta, hogyha befejezi a ház átalakítását, Allie visszatér hozzá.
A jelenben kiderül, hogy az idős hölgy – akinek Duke a könyvet olvassa – nem más, mint Allie, akinek Alzheimer korja van, ezért nem emlékszik semmire. Allie már a saját felnőtt gyermekeit és unokáit sem ismeri meg, akik arra kérik Duke-ot, hogy költözzön haza hozzájuk, de ő kitart felesége mellett.
Újra a negyvenes években járunk. Miközben Allie az esküvői ruháját próbálja, meglátja Noah képét az újságban, akiről azért írnak, mert befejezte a Windsor kúria átalakítását. A lány meglátogatja őt Seabrookban, és a közös vacsorán Allie közli Noah-val, hogy eljegyezték. Másnap Allie visszatér, és elmennek hajókázni, miközben felidézik az együtt töltött nyarat. Később Allie számon kéri Noah-t, hogy miért nem írt neki soha, ekkor mesélte el Noah, hogy egy éven át minden nap írt szerelmének, csak sosem kapott választ… Ezután forró csókot váltottak és az ágyban folytatták a dolgot.
Másnap megjelenik Allie anyja, és közli a lánnyal, hogy Lon itt van a városban, mert Allie apja elszólta magát Noah-ról. Ezután Allie anyja elviszi őt egy építkezésre, ahol megmutatja azt a férfit, akivel annak idején olyan helyzetbe került, mint most Allie Noah-val. Végül odaadta lányának mind a 365 levelet, amit Noah írt neki több évvel ezelőtt. Mikor kettesben maradtak Noah-val, megkérdezte szerelmét a férfi, hogy mit fog most csinálni. Elmondja, hogy tudja, hogy nehéz lesz együtt, de ő Allie-vel akar lenni és ezért harcolni is fog. De Allie visszamegy Lonhoz.
Allie beszél Lonnal, hogy együtt maradnak, hiszen jegyesek.
Visszaugrunk a jelenbe, ahol az idős Allie meg akarja tudni, hogy kit választ Allie. Aztán ráeszmél, hogy a nő, az ő maga és visszaemlékszik, hogy ott áll Noah ajtajában, és végül elhagyta Lont. Hirtelen visszaemlékszik a múltjára és eszébe jut, hogy ezt a könyvet ő írta, a betegsége miatt. Noah-nak meghagyta, hogy: „Olvasd ezt fel nekem, és én visszatérek Hozzád!” De hamarosan újra elveszti emlékeit, és pánikrohamot kap, nem tudja hol van. Noah összeomlik, és másnap reggel kórházba kell szállítani. Miután visszatér az idősek otthonába, beszökik éjszaka Allie-hez, aki újra emlékszik rá. Következő reggel egy nővér talál rájuk, egymás kezét fogva, holtan.
|  | Itt a vége a cselekmény részletezésének! |

## Szereplők
| Szerep                            | Színész           | Magyar hang       |
| --------------------------------- | ----------------- | ----------------- |
| Allison „Allie” Hamilton fiatalon | Rachel McAdams    | Major Melinda     |
| Allie Hamilton (Calhoun) idősen   | Gena Rowlands     | Tímár Éva         |
| Noah Calhoun fiatalon             | Ryan Gosling      | Miller Zoltán     |
| Noah Calhoun idősen / Duke        | James Garner      | Dobránszky Zoltán |
| Anne Hamilton                     | Joan Allen        | Kovács Nóra       |
| Martha Shaw                       | Jamie Anne Allman | Orosz Anna        |
| Lon Hammond, Jr.                  | James Marsden     | Takátsy Péter     |
| Frank Calhoun                     | Sam Shepard       | Rosta Sándor      |
| John Hamilton                     | David Thornton    | Jakab Csaba       |
| Fin                               | Kevin Connolly    | Szokol Péter      |
| Esther nővér                      | Starletta DuPois  | Réti Szilvia      |
| Sara Tuffington                   | Heather Wahlquist | Ruttkay Laura     |
| Selma nővér                       | Jennifer Echols   | Kocsis Mariann    |
| Evezős                            | Tim Ivey          | nem szólal meg    |
| Sarah Lawrence lány               | Eve Kagan         | Ruttkay Laura     |
| Matthew Jamison III               | Andrew Schaff     |                   |
| Harry                             | Ed Grady          |                   |

## Kritikák
A film vegyes kritikát kapott. Jóval több nőt vonzott a moziba, mint férfit.
2008 szeptemberében a Yahoo látogatók szavazati alapján 35 film közül ez lett a legromantikusabb film.

## Jegyeladás
A film premierje 2004. június 25-én az USA-ban és Kanadában. Az első héten 2303 moziból összesen 13,4 millió dollár bevétel lett. A bevétel világszerte összesen 115,6 millió dollár volt – 81 millió dollár az USA-ban és Kanadában, a többi helyen 34,6 millió dollár.